# 开心消消乐
《开心消消乐》是一款消除类的休闲游戏，由乐风创想（北京）科技有限公司开发，腾讯、乐元素发行。这款游戏可以在电脑端或手机端登录，续作为《海滨消消乐》（原名：消消乐海滨假日）。

## 游戏玩法
和其它消除类游戏一样，开心消消乐需要通过消除特定目标，达到要求数量之后即可通关。每三个相同的图案在一条直线上时可以被消除，四个或五个相同图案在一条直线、T或L型图案也可以被消除，并获得额外特效。挑战关卡时需要5点消耗精力值，精力值共有30点，消耗完时不再可挑战关卡。精力值会自动恢复。

## 外部連結
- 官方网站
- 开心消消乐的Facebook專頁